# داینئین

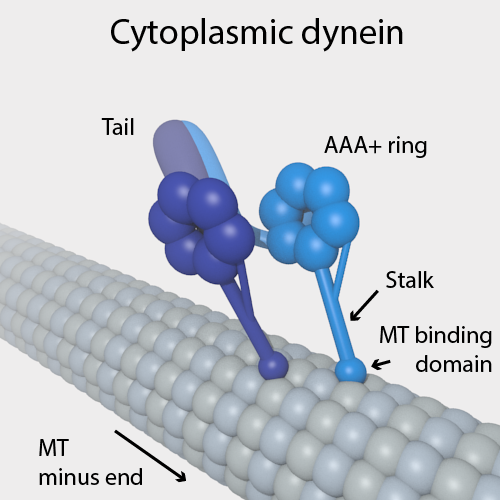
داینئین سیتوپلایمی بر روی میکروتوبول

داینئین (انگلیسی: Dynein) نوعی موتور پروتئین چارچوب یاخته است که در طول ریزلوله در سلول حرکت می‌کنند. این پروتئین‌ها قادرند انرژی شیمیایی موجود در آدنوزین تری‌فسفات را، به کار مکانیکی مبدل کنند.
داینئین، برخی مواد را در سلول حمل می‌کند، نیروهای لازم برای انجام میتوز را فراهم می‌آورد و انرژی ضروری برای حرکت مژک و تاژک را در یوکاریوت‌ها در اختیار آنها قرار می‌دهد. تمام این اعمال وابسته به حرکت داینئین به سمت قطب منفی میکروتوبول‌ها (از محیط به مرکز) است که بدان «ترابرد واسو» (Retrograde transport) می‌گویند. کار داینئین دقیقاً نقطهٔ مقابلِ کینزین است که حرکت‌شان به سمت قطب مثبتِ میکروتوبول (از مرکز به محیط سلول) است و به آن، «ترابرد به‌سو» (Anterograde transport) گفته می‌شود.

## انواع حرکت ساختارهای مختلف که داینئین در آنها نقش دارد

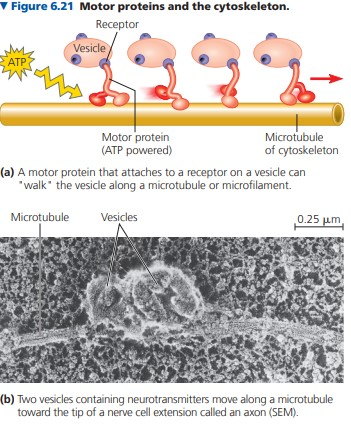
نحوه حرکت داینئین (در شکل حرکت سیتو پلاسمی نمایش داده شده) از کتاب کمپبل

حرکاتی در سلول با استقاده از همکاری داینئین و ریزلوله‌ها صورت می‌گیرد. اما اینکه چطور داینئین و ریزلوله موجب این حرکات می‌شوند جای بحث دارد. در کل نحوه گام به این صورت است که معمولاً داینئین‌ها دو پا دارند و با استفاده آدنوزین تری‌فسفات (ATP) روی توبول راه می‌روند. چند حرکت مهم توسط همکاری این دو پروتئین صورت می‌گیرد که شامل:

### انتقال وزیکول‌های سیتو پلاسمی
این حرکت نیز با همان حرکت شبیه راه رقتن صورت می‌گیرد و از آنجا که وزیکول به دم انتهایی متصل است، همراه با حرکت داینئین روی ریزلوله (میکروتوبول)، وزیکول هم منتقل می‌شود که کتاب کمپبل انرا به مونوریل تشبیه کرده‌است.

### حرکتتاژک

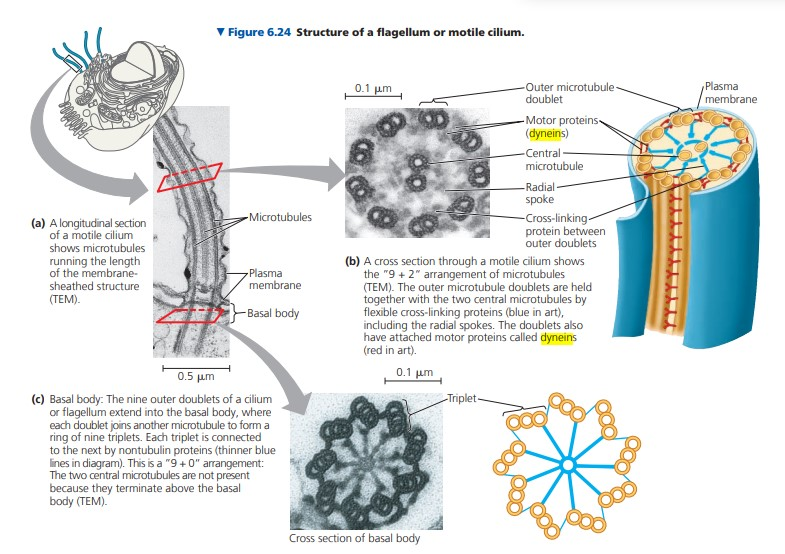
ساختار تاژک و جایگاه داینئین‌ها در ان از کتاب کمپبل

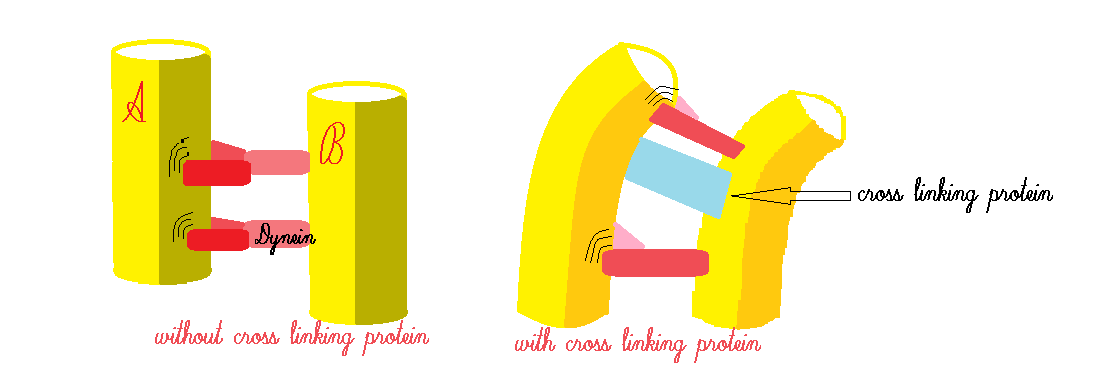
نحوه خم شدن دو میکروتوبول (و در نتیجه بخشی از ن=تاژک) به وسیله داینئین

در این حرکت با توجه به ساختار تاژک حرکت داینئین بین دو ریزلوله باعث خم شدن دو ریزلوله می‌شود و خم شدن ریز لوله‌ها باعث خم شدن تاژک می‌شود. برای فهمیدن این حرکت به ریزلوله AوB در شکل بدون cross-linking protein توجه کنید. در این حالت حرکت داینئین‌ها باعث بالا رفتن ریزلوله A می‌شود حال اگر به حالتی که cross-linking protein دارد توجه کنید، cross-linking protein مانع بالا رفتن A شده و طبق پدیدهٔ کرنش برشی باعث خم شدن A می‌شود.

### میتوز

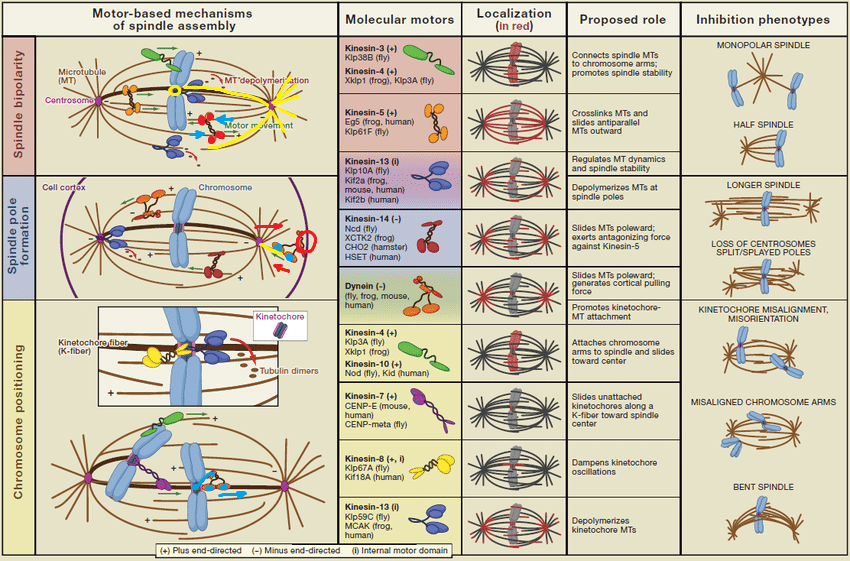
جزئیات نقش پروتئین‌های مختلف (و البته داینئین) در دوک تقسیم

در میتوز که به ان اشاره شد، با حرکت دادن دو رشته غیر کینتوکوری به هم چسبیده (رشته‌های دوکی قطبی) بر روی هم باعث نزدیک شدن رشته‌ها به کینه توکورها می‌شود و بر عکس ان کینزین موجب دور شدن دو هسته و جدا شدن سلول می‌شود که در شکل زیر با جزئیات نشان داده شده.

## برای مطالعهٔ بیشتر
- Karp G (2005). Cell and Molecular Biology: Concepts and Experiments (4th ed.). Hoboken, NJ: John Wiley and Sons. pp. 346–358. ISBN 0-471-19279-1.
- Schroer TA (2004). "Dynactin". Annual Review of Cell and Developmental Biology. 20: 759–79. doi:10.1146/annurev.cellbio.20.012103.094623. PMID 15473859.